# نادي الحائط
نادي الحائط السعودي هو أحد أندية الدرجة الثانية بمنطقة حائل في محافظة الحائط, تأسس عام 1397 هـ.